# Heteroflorum sclerocarpum
Genre
Espèce
Synonymes
- Dracophyllum heteroflorum W.R.B. Oliv. (préféré par BioLib)[3]

Heteroflorum sclerocarpum est une espèce de plantes à fleurs dicotylédones de la famille des Fabaceae, sous-famille des Caesalpinioideae, originaire du Mexique. C'est l'unique espèce acceptée du genre Heteroflorum (genre monotypique). 